# Herbert Täschner
Herbert Täschner (* 7. Juli 1916 in Dresden; † 10. Mai 1984 in Berlin) war ein deutscher Politiker und Verlagsleiter. Er war von 1949 bis 1954 Abgeordneter der Volkskammer der DDR und von 1950 bis 1954 Generalsekretär der Liberal-Demokratischen Partei Deutschlands (LDPD).

## Leben
Täschner, Sohn eines Verwaltungsangestellten, besuchte die Oberschule sowie die Handels- und Verwaltungsschule in Dresden und war Praktikant im Verwaltungsdienst in Dresden, Pirna und Heidenau. 1937 wurde er zum Reichsarbeitsdienst, 1938 zur Wehrmacht eingezogen. Täschner leistete Kriegsdienst und geriet 1945 als Oberfeldwebel einer Pionier-Einheit in Kriegsgefangenschaft.
Nach seiner Rückkehr aus der Kriegsgefangenschaft trat er 1946 der LDPD bei. 1946 war er hauptamtlicher Geschäftsführer der Stadtgruppe „Friedrich Naumann“ der LDPD Dresden. 1947 wurde er Geschäftsführer des LDPD-Stadtverbandes Dresden und war von 1947 bis 1949 Bezirks- bzw. Kreissekretär der LDPD in Dresden. Von 1949 bis 1950 war er zunächst Generalsekretär des LDPD-Landesverbandes Sachsen, von 1950 bis 1954 schließlich Generalsekretär der LDPD. Als Generalsekretär wandelte Täschner die LDPD „de facto in eine Kaderpartei leninistischen Zuschnitts“ um.
Von 1949 bis 1954 gehörte er als Mitglied der LDPD-Fraktion der Volkskammer an. Am 25. Januar 1951 wurde er als Nachfolger von Karl Mulert zum Geschäftsführer der Morgen-Druckerei- und Verlags-GmbH in Berlin bestellt. Am 12. Januar 1953 wurde er zum Mitglied des Präsidiums des Deutschen Friedensrates gewählt.
Von Juli 1954 bis August 1956 war er Leiter des Verlages der LDPD-eigenen Thüringischen Landeszeitung. Von 1956 bis 1962 fungierte er als Leiter des GST-Verlages und von 1962 bis 1979 als Direktor des Musikverlages Lied der Zeit. Zwischen 1963 und 1979 war er Vorsitzender des LDPD-Kreisverbandes Berlin-Friedrichshain und von 1965 bis 1979 Mitglied der Stadtbezirksversammlung Friedrichshain.

## Auszeichnungen
- Vaterländischer Verdienstorden in Bronze (1965) und in Silber (1976)[5]
- Verdienstmedaille der DDR